# Shiro Teshima
Shiro Teshima, född 26 februari 1907 i Hiroshima prefektur, Japan, död 6 november 1982, var en japansk fotbollsspelare.